# Arteria circunfleja escapular
La arteria circunfleja escapular es una arteria que se origina en la arteria subescapular o escapular inferior.

## Trayecto
Penetra en el espacio triangular (triángulo omotricipital) comprendido entre los músculos redondo menor superiormente, redondo mayor inferiormente y la cabeza larga del tríceps braquial lateralmente. Perfora el músculo redondo menor y alcanza la fosa infraespinosa. Se anastomosa con la arteria supraescapular y la arteria dorsal de la escápula.

## Ramas
Presenta ramas para los músculos serrato mayor y dorsal ancho.
A la altura del triángulo omotricipital se divide en tres ramas:
- Rama anterior, que entra en la fosa subescapular para el músculo subescapular, y se anastomosa con la arteria supraescapular y la rama descendente de la arteria transversa del cuello (arteria dorsal de la escápula).
- Rama posterior o medial, para los músculos de la fosa infraespinosa, que se anastomosa con ramificaciones de la arteria supraescapular.
- Rama descendente, que recorre el borde lateral o axilar de la escápula, entre los músculos redondo mayor y menor, proporciona ramas a los músculos vecinos y, a la altura del ángulo inferior de la escápula, se anastomosa con la arteria dorsal de la escápula.

- Proporciona pequeñas ramas que se distribuyen hacia la parte posterior del músculo deltoides y la cabeza larga del tríceps braquial, anastomosándose con una rama ascendente de la arteria profunda del brazo.

## Distribución
Se distribuye hacia la articulación del hombro, la escápula y los músculos de la región.